# Štěchovice (Kroměříž)
Štěchovice (moravsky Ščechovice, německy Stiechowitz) je bývalá předměstská vesnice v Kroměříži ve Zlínském kraji. Pod názvem Kroměříž Štěchovice se do roku 1858 také jednalo o samostatné katastrální území.

## Historie
První zmínka o vsi pochází z roku 1290. V první třetině 19. století ji tvořila oboustranná ulicovka vedoucí kolmo k hlavní cestě z Kroměříže do Kojetína (nynější ulice Štěchovice a navazující úsek Třebízského ulice), západně od města. V katastru Štěchovic se v té době nacházela i kolonie Hliník, zaniklá ve druhé polovině 20. století a nacházející se v prostoru mezi nynějšími ulicemi Lutopecká a Františka Vančury. Štěchovice byly připojeny ke Kroměříži po zrušení patrimoniální správy v polovině 19. století. Samostatné katastrální území bylo zrušeno v roce 1858 a jeho plocha byla přičleněna ke katastru města.
V roce 1883 byla ve Štěchovicích postavena Kozánkova vila, která se stala centrem kulturních besed a politických debat, kde se setkávaly význačné osobnosti veřejného a kulturního života. V roce 1932 byl v dnešní ulici Koperníkově postaven klášter milosrdných sester sv. Kříže s kaplí Povýšení svatého Kříže, obnovený v roce 1993. Ve druhé polovině 20. století pak byla zastavěna především rodinnými a řadovými domky část bývalého katastru Štěchovic severně a severozápadně od jádra vsi v lokalitě Barbořina.

## Pamětihodnosti
- kaple svatého Floriána
- klášter milosrdných sester sv. Kříže s kaplí Povýšení svatého Kříže
- Wechův dvůr
- Smírčí kříž u zdi Wechova dvora
- Krucifix u Wechova dvora

## Galerie

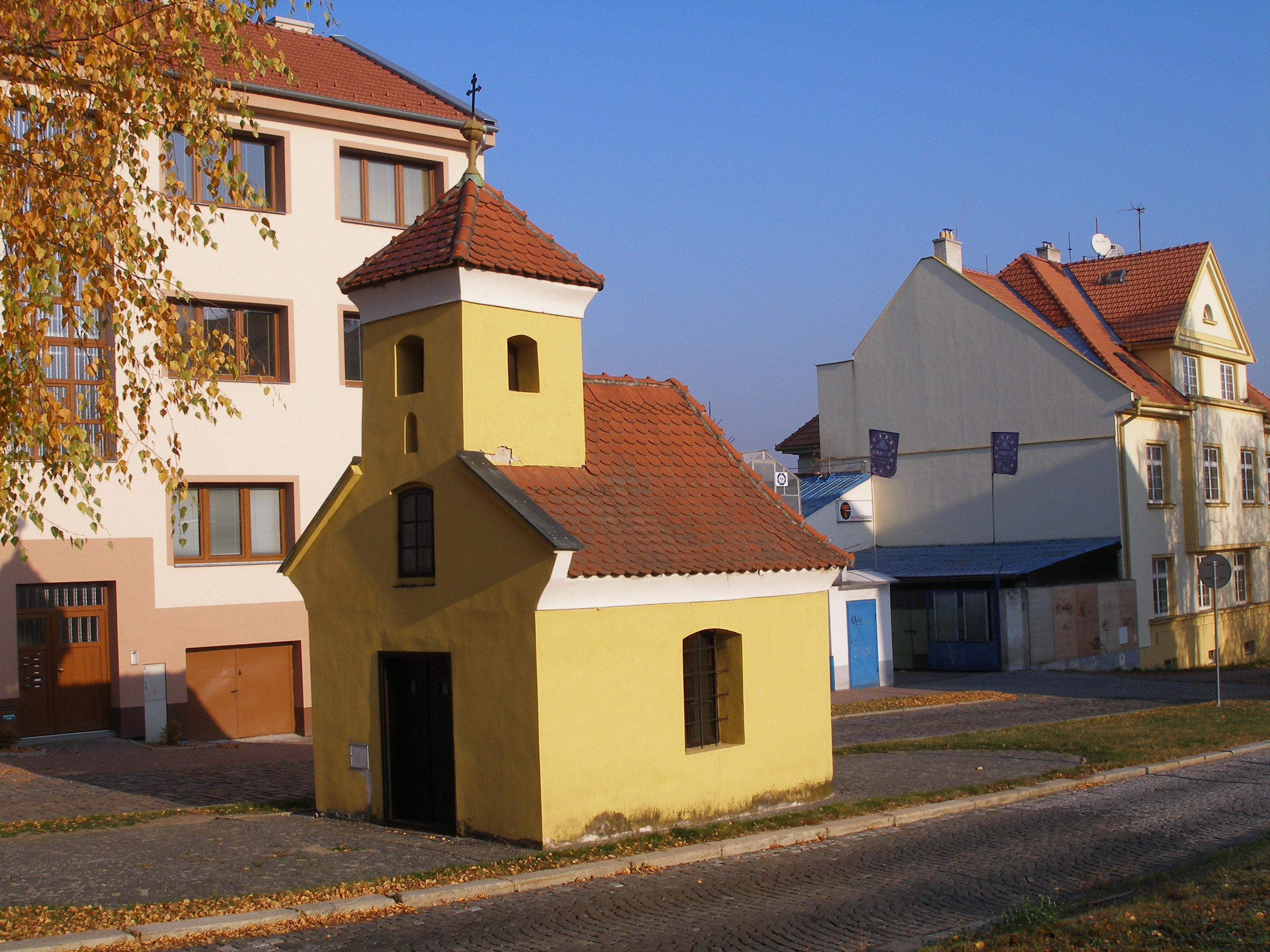
Kaple svatého Floriána na návsi
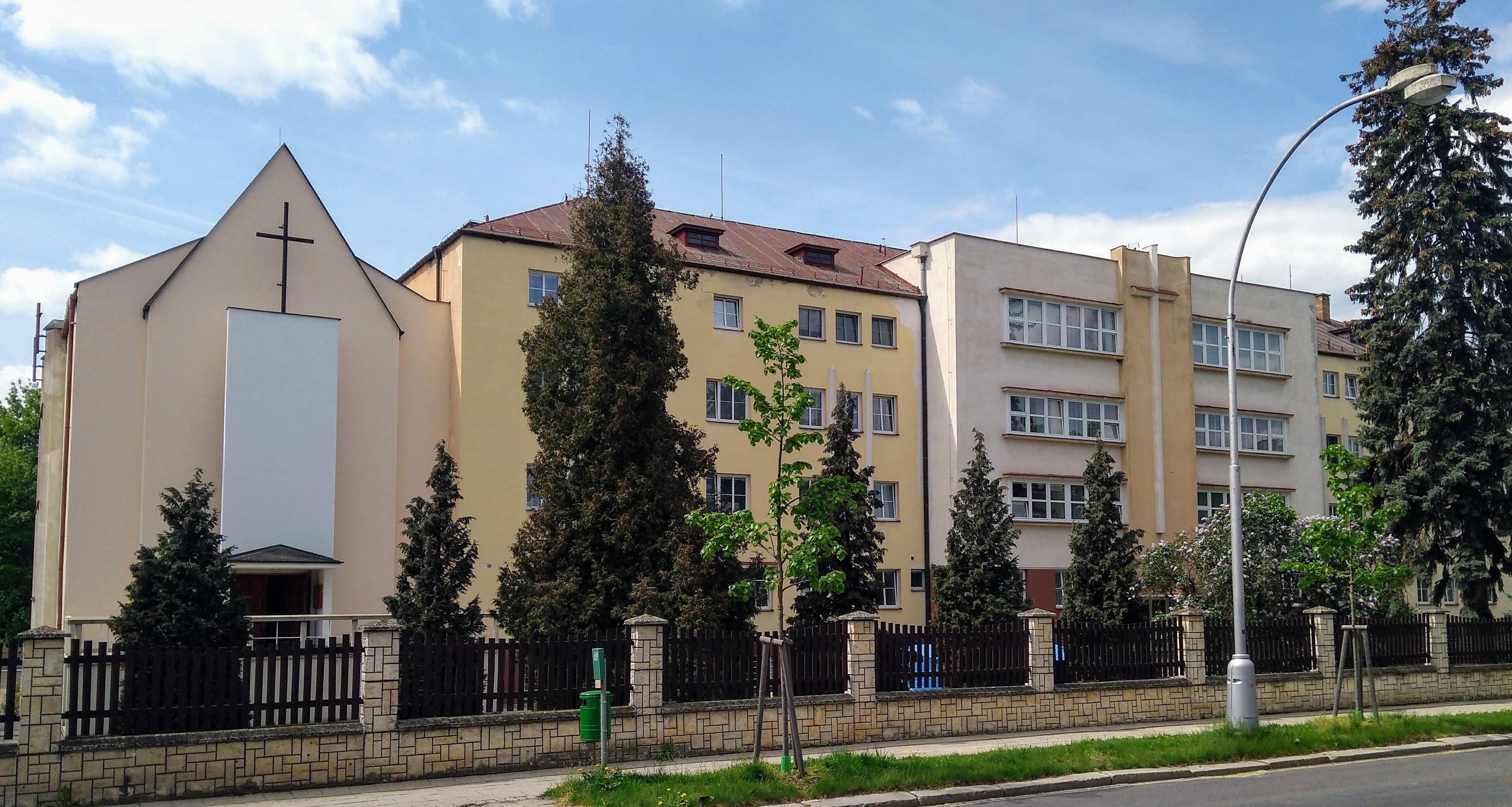
Klášter milosrdných sester s kaplí
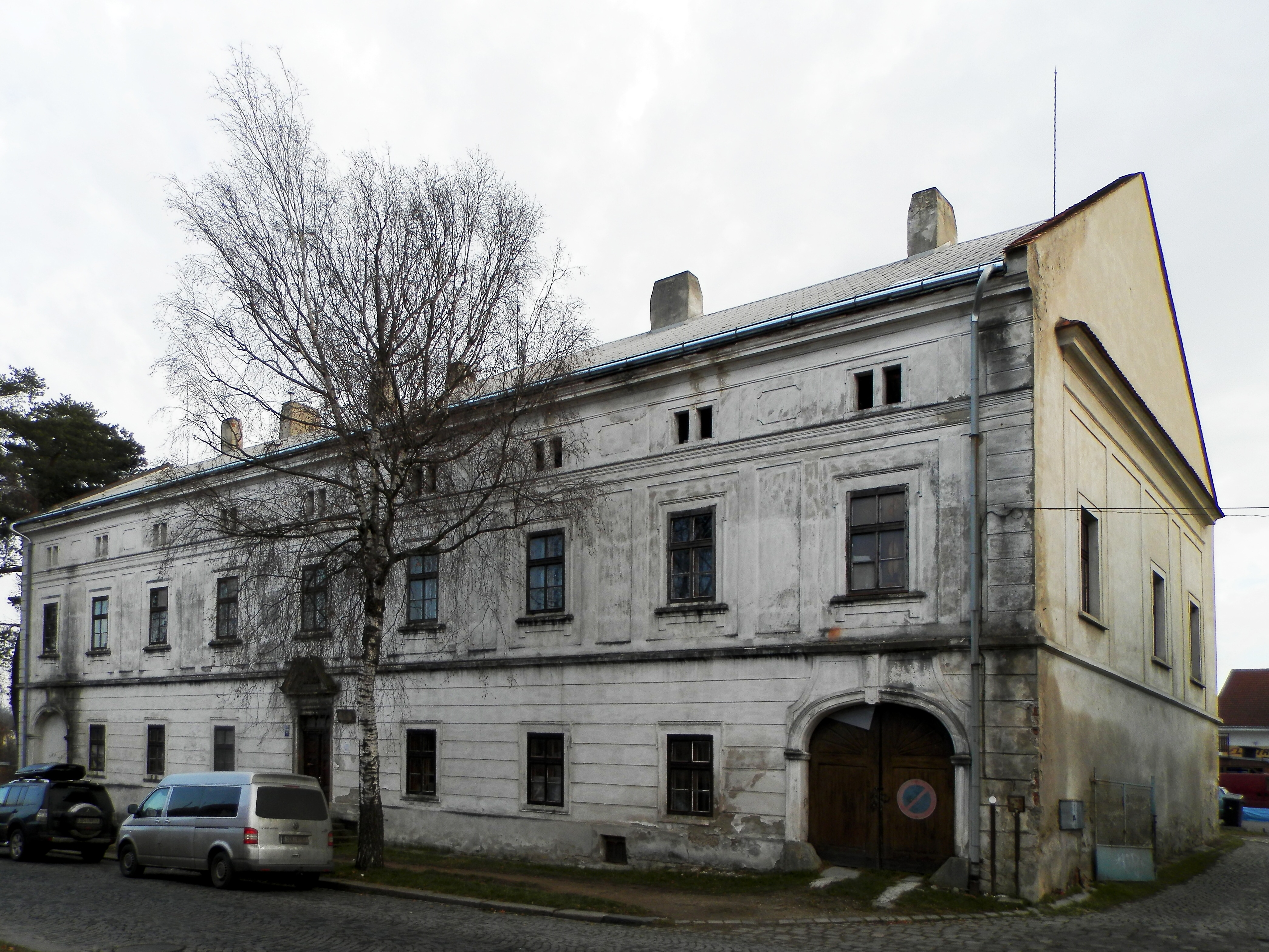
Wechův dvůr
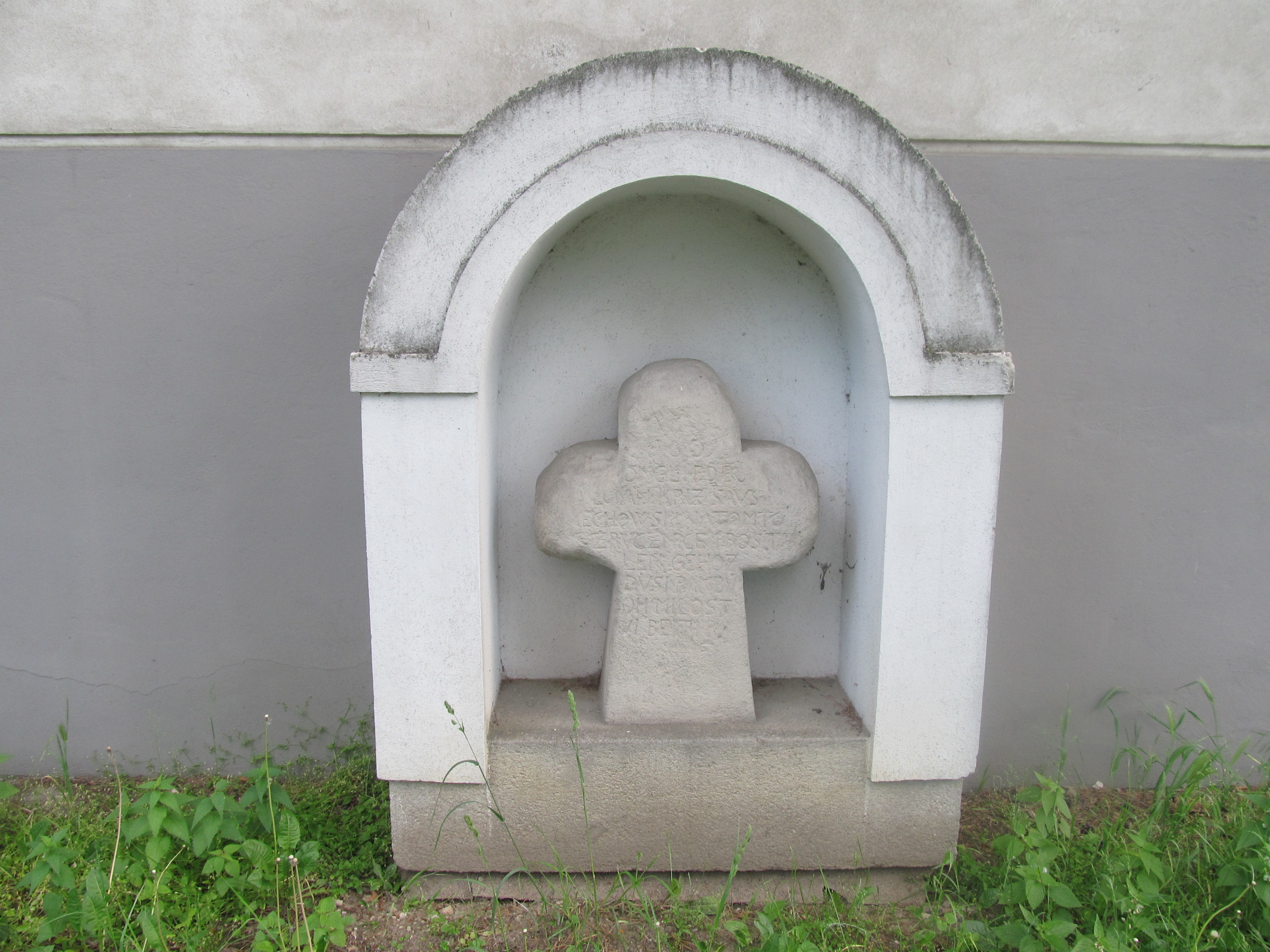
Smírčí kříž u zdi Wechova dvora
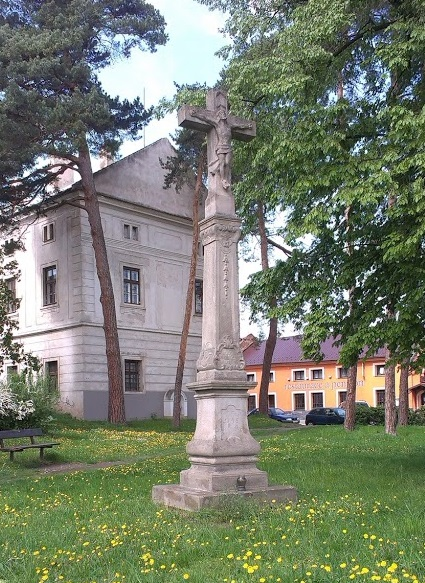
Krucifix u Wechova dvora